# 低眼副元寶鯿
低眼副元寶鯿（学名：Parachela hypophthalmus）为輻鰭魚綱鯉形目鯝科的魚類，分布於亞洲馬來西亞、蘇門答臘及婆羅洲，體長可達16.5公分，棲息在水底，以小型昆蟲、甲殼類等為食，生活習性不明。